# Stanisław Aleksander Spiegel

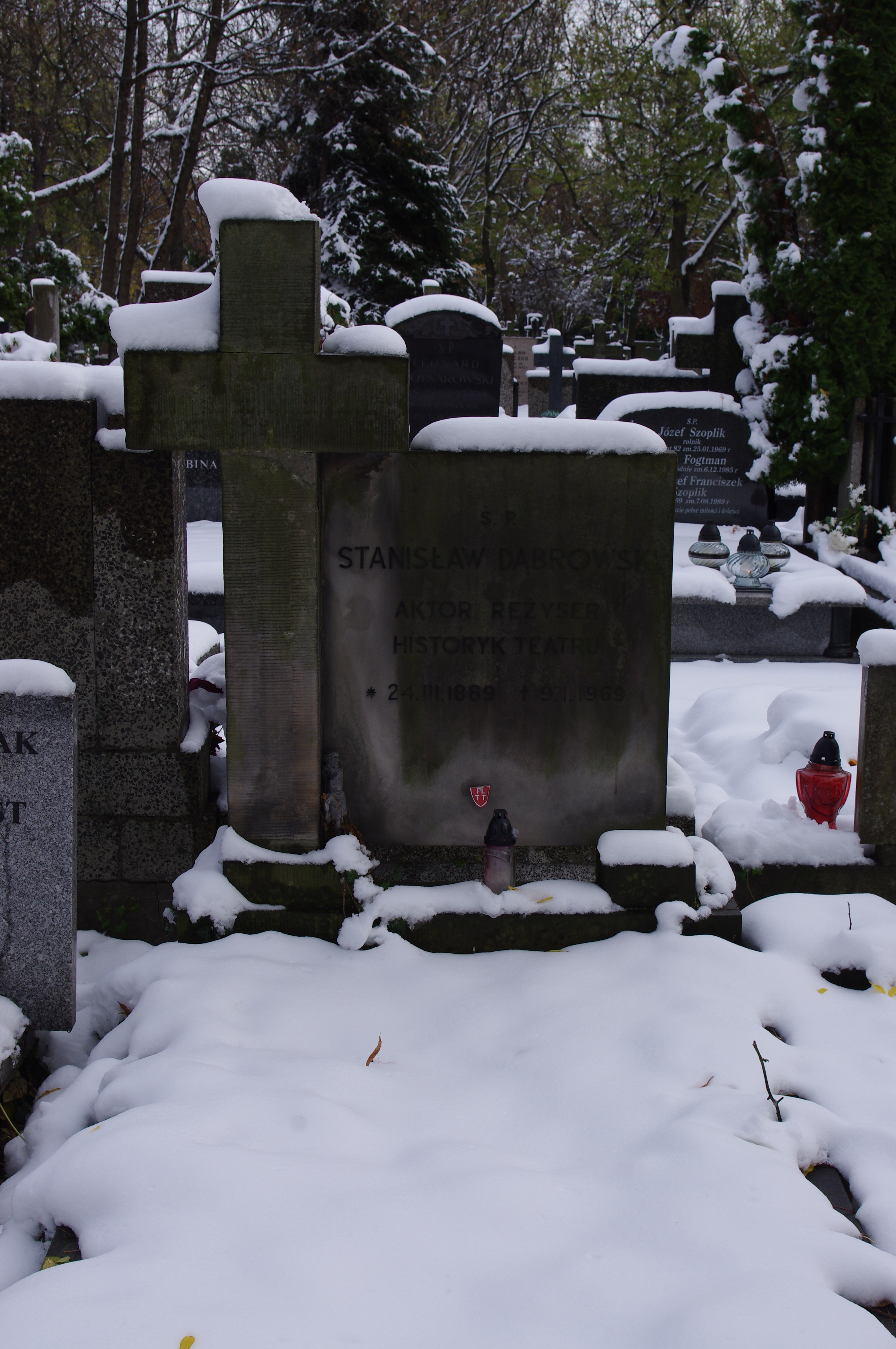
Grób Stanisława Aleksandra Spiegela znanego też jako Stanisław Dąbrowski na Starych Powązkach w Warszawie

Stanisław Aleksander Spiegel (Stanisław Dąbrowski) (ur. 24 marca 1889 we Lwowie, zm. 9 stycznia 1969 w Górze Kalwarii) – polski aktor, reżyser, scenograf. Znawca i historyk polskiego teatru prowincjonalnego.

## Życiorys
W latach 1913–1916 pracował w Teatrze im. J. Słowackiego w Krakowie. Wystąpił w polsko-niemieckim filmie niemym z 1916 roku Pod jarzmem tyranów. W sezonie 1938/39 zagrał m.in. w Szesnastolatce w Teatrze Wołyńskim im. Juliusza Słowackiego. Publikował prace dotyczące historii teatru i  sztuki.  Przyjaźnił się z Celiną Klimczak.
Jego synem był Jerzy Got.
Został pochowany na cmentarzu Powązkowskim (kwatera 123-6-29).

## Publikacje
- Stanisław Dąbrowski i Ryszard Górski, Wspomnienia aktorów : 1800–1925. T. 1, Państwowy Instytut Wydawniczy, 1963.
- Stanisław Dąbrowski, Aktorowie w podróży, Państwowy Instytut Wydawniczy, 1969.
- Słownik biograficzny teatru polskiego. [T. 1], 1765–1965 / Polska Akad. Nauk. Inst. Sztuki ; [na podstawie materiałów Stanisława Dąbrowskiego ; biogramy:] Jadwiga Czachowska [et al.]